# Центральноамериканська федерація
Сполучені Провінції Центральної Америки або Федерація Центральної Америки (ісп. República Federal de Centroamérica) — федеративна держава в 1823—1840 роках на території Центральної Америки, що складається зі штатів (провінцій) Гватемала, Гондурас, Сальвадор, Нікарагуа, Коста-Рика і Лос-Альтос створена після  їхнього виходу зі складу Мексиканської імперії. Столиця — Гватемала. Прийнята в листопаді 1824 року конституція Сполучених Провінцій Центральної Америки скасовувала рабство, гарантувала свободу друку, скасовувала феодальні титули. Законодавча влада належала двопалатному парламенту; на чолі федерації стояв президент.
У 1830 після перемоги в першій громадянській війні президентом Сполучених Провінцій був обраний ліберал Франсіско Морасан, який проводив активну антиклерикальну політику. Проти Морасана виступили консерватори, що розв'язали другу громадянську війну, що призвело до розпаду федерації. Спроби відновити Сполучені Провінції Центральної Америки, що вживалися пізніше не мали успіху.

## Політика
У лібералів Сполучених Провінцій були великі надії на федеральну республіку, яка розвинеться в сучасну демократичну державу між Атлантичним і Тихим океаном. Це прагнення знайшло відображення в символах федерації: біла смуга на прапорі символізує землю між двома океанами; герб містив п'ять гір (по одній від кожного штату) між двома океанами, увінчаний фригійським ковпаком — символом Французької революції.

## Демографія
Дані перепису населення федерації відсутні, але є оцінки; наступні цифри на 1839 рік:
| Частини федерації | Всього    | Американські індіанці | Білі    | Мулати   |
| ----------------- | --------- | --------------------- | ------- | -------- |
| Гватемала         | 700 000   | 450 000               | 100 000 | 150 000  |
| Сальвадор         | 350 000   | 70 000                | 70 000  | 210 000  |
| Нікарагуа         | 350 000   | 120 000               | 110 000 | 120 000  |
| Гондурас          | 300 000   | невідомо              | 60 000  | 240 000  |
| Коста Ріка        | 150 000   | 25 000                | 125 000 | невідомо |
| Столичний регіон  | 50 000    | 20 000                | 10 000  | 20 000   |
| Всього            | 1 900 000 | 685 000               | 475 000 | 740 000  |